# Araneus morulus
Araneus morulus là một loài nhện trong họ Araneidae.
Loài này thuộc chi Araneus. Araneus morulus được Tord Tamerlan Teodor Thorell miêu tả năm 1898.